# Rodriguez (musicista)
Rodríguez, all'anagrafe Sixto Díaz Rodríguez, noto anche con lo pseudonimo di Jesus Rodríguez (Detroit, 10 luglio 1942 – 8 agosto 2023), è stato un cantautore, attivista e politico statunitense.

## Biografia
Sixto Díaz Rodríguez, chiamato Sixto perché sesto figlio, nacque il 10 luglio 1942 a Detroit, nel Michigan, da una famiglia di modeste condizioni. Suo padre era messicano, immigrato negli Stati Uniti negli anni venti, mentre sua madre era statunitense di origini native americane ed europee.
La maggior parte delle sue canzoni trattò temi sociali e soprattutto indagò poeticamente le condizioni della classe operaia del suo paese. Nel 1981 si laureò in filosofia alla Wayne State University di Detroit, seguendo i corsi serali; lo stesso ateneo gli concesse una laurea honoris causa il 9 maggio 2013 al Ford Field di Detroit. Secondo l'Associated Press, Rodriguez ricevette inoltre il dottorato onorario in Humane Letters dall'Università della sua città natale per il suo "genio e l'impegno per la giustizia sociale musicale". 
Mentre era operaio nell'industria automobilistica, nel 1967, con il nome di Rod Riguez, pubblicò, senza troppa fortuna il suo primo singolo, I'll Slip Away, con la casa discografica Impact. Per i successivi tre anni rimase inattivo, finché non venne scoperto in un locale periferico di Detroit, il Sewer, dal chitarrista Dennis Coffey e dal produttore Mike Theodore, della Sussex Records, una casa discografica di Los Angeles di proprietà della Buddah Records.
Abbandonato il nome d'arte Rod Riguez, con il suo vero nome Rodriguez pubblicò due album per la Sussex, Cold Fact, del 1970, e Coming from Reality, del 1971, vendendo tuttavia pochissime copie negli Stati Uniti. Il contratto con la casa discografica venne rescisso mentre egli stava per registrare il suo terzo album che perciò non venne mai pubblicato. In difficoltà economiche, Rodriguez cominciò a lavorare come operaio in cantieri edili e per ditte di demolizione. Nel 1970 acquistò a un'asta giudiziaria, per 50 dollari, una casa in stato di abbandono nel sobborgo di Woodbridge; casa nella quale visse sino alla sua morte.
A partire dalla metà degli anni settanta, grazie a qualche passaggio in radio, la sua musica divenne nota in Australia e Nuova Zelanda. Fu a questo punto che l'etichetta australiana Blue Goose Music acquistò - non si sa da chi - i diritti di alcuni suoi brani e pubblicò At His Best (una raccolta delle sue migliori canzoni con l'aggiunta di tre singoli mai pubblicati prima) nel 1977, Cold Fact nel 1978 e Coming From Reality nel 1979, per il mercato australiano e neozelandese. Il rinnovato interesse per il musicista lo portò ad effettuare un tour australiano (1979) insieme alla Mark Gillespie Band. Da questo tour viene tratto l'album Alive (il cui titolo significa letteralmente "in vita", in risposta alle voci che lo davano per morto) pubblicato in Australia nel 1981. Nel 1981 suonò ancora in Australia, al Tanelorn Festival di Newcastle, insieme ai Midnight Oil, per poi tornare a Detroit. Si dedicò da allora all'attivismo politico, volto al miglioramento delle condizioni di vita della classe operaia, e si candidò senza successo al consiglio comunale di Detroit (1989), alla carica di sindaco di Detroit (1981 e 1993) e al parlamento dello stato del Michigan (2000).
Nel frattempo, a partire dall'inizio degli anni settanta, in Sudafrica le canzoni di Rodriguez ottenevano un successo impensabile e del tutto ignoto all'autore. Benché la sua musica fosse censurata dai segregazionisti di Pieter Willem Botha, per mezzo del passaparola e delle copie su musicassetta, Cold Fact, pubblicato in Sudafrica nel 1971, e After The Fact (riedizione del 1976 di Coming From Reality per il Sudafrica) ebbero successo e le sue canzoni diventarono in breve simbolo della lotta contro l'apartheid, grazie ai loro testi contro l'establishment, l'oppressione e il pregiudizio sociale. Nel 1981 in Sudafrica guadagnò un disco di platino e la sua popolarità diventò superiore a quella di Elvis Presley, dei Beatles e dei Rolling Stones. Di questa eccezionale popolarità, però, Rodriguez rimase completamente ignaro, come nulla sapeva dei diritti d'autore che qualcuno negli USA ogni anno incassava a sua insaputa. Nel 1991, con la fine dell'apartheid e del boicottaggio internazionale che aveva determinato un isolamento culturale ufficiale del Sudafrica, entrambi i suoi album vennero finalmente pubblicati su CD. In Sudafrica la musica di Rodriguez era ormai considerata pari a quella di Bob Dylan e ispirava da tempo numerosi artisti sudafricani bianchi (sembra che anche Steve Biko fosse un suo fan). Tutto questo avveniva senza che in Sudafrica nessuno sapesse nulla di lui e si diffusero persino voci che fosse morto per overdose, che si fosse suicidato dandosi fuoco sul palco dopo essersi cosparso di benzina (o sparato con una pistola), che fosse ricoverato in un manicomio o che stesse scontando un ergastolo per aver ucciso un'amante. Così, nel 1996, venne inviata una lettera al giornale britannico Q Magazine con un appello per avere "informazioni circa un cantante statunitense chiamato Rodriguez, che compose tutte le sue opere in prigione e si suicidò sparandosi sul palco" durante un'esibizione. L'appello non ottenne alcuna risposta.
Sixto Rodriguez non seppe nulla della propria fama in Sudafrica fino al 1997, quando un suo fan e un giornalista musicale realizzarono un sito web (The Great Hunt Rodriguez) proprio per cercare sue notizie. E fu nel sito che, nel 1998, s'imbatté per caso la maggiore delle figlie di Rodriguez riconoscendo alcune foto del padre. Scrisse subito una e-mail ai curatori del sito spiegando che il padre era vivo e fornendo un contatto telefonico. Rodriguez fu subito contattato e lo stesso anno effettuò un tour di sei concerti in Sudafrica (notevole il documentario Dead Men Don't Tour: Rodríguez in South Africa 1998, mandato in onda dalla SABC). Sixto Rodriguez arrivò a Città del Capo con la sua chitarra ma senza una propria band e così il gruppo che avrebbe dovuto aprire il concerto diventò la sua band. Rodriguez tornò in Sudafrica altre due volte, nel 2001 e nel 2005, poi effettuò un tour in Australia nel 2007 e un altro negli USA nel 2010.
Nonostante il successo dei suoi concerti sudafricani faticò a trovare una audience negli USA. Solo dopo l'uscita del lungometraggio del regista svedese Malik Bendjellouli Searching for Sugar Man, premio Oscar come miglior documentario del 2013, le cose cambiarono.  Rodriguez cominciò a esibirsi a New York in un crescendo di successi, dapprima al Joe's Pub (190 posti), poi alla Highline Ballroom (700 posti), alla Town Hall (1 500 posti), al Beacon Theater (2 900 posti), alla Radio City Music Hall (6 000 posti) e al Barclays Center (18 000 posti).
I suoi due primi album furono ripubblicati nel 2008 dalla casa discografica Light in the Attic Records di Seattle (Washington).
Crucify your mind, presente nell'album Cold Fact del 1970, fu utilizzata come traccia finale del film del 2018 American Animals del regista Bart Layton.

## Vita privata
Sposatosi due volte, ebbe tre figlie.

## Searching for Sugar Man
Nel 2012 il regista svedese Malik Bendjelloul (1977 - 2014) realizza il documentario Searching for Sugar Man, che ha per tema lo sforzo di due fan sudafricani di Rodriguez intenti a rintracciare il poco noto (e forse deceduto) artista. Presentato al Sundance Film Festival, il film riceve il premio Audience Award, World Cinema Documentary e il premio World Cinema Special Jury Prize. Searching for Sugar Man vince poi diversi premi, tra i quali l'Audience Award e il Best Music Documentary Award all'International Documentary Film Festival di Amsterdam del 2012, il premio BAFTA e infine vince l'Oscar 2013 (Academy Award) come miglior documentario. In Italia è stato trasmesso dalla rete Sky e successivamente in chiaro da Rai 5 per la prima volta il 16 maggio 2014.

## Discografia

### Album in studio
- 1970 - Cold Fact
- 1971 - Coming from Reality

### Album dal vivo
- 1981 - Rodriguez Alive (per il mercato australiano)
- 1998 - Live Fact (per il mercato sudafricano)

### Raccolte
- 1976 - After the Fact (per il mercato sudafricano)
- 1977 - At His Best (per il mercato australiano)
- 1982 - The Best of Rodriguez (per il mercato sudafricano)
- 2005 - All The Facts (per il mercato sudafricano)
- 2005 - Sugarman: The Best of Rodriguez (per il mercato sudafricano)
- 2009 - All The Facts

### Colonne sonore
- 2012 - Searching for Sugar Man

### Singoli
- 1967 - I'll Slip Away/You'd Like to Admit It (come Rod Riguez, per il mercato statunitense)
- 1970 - Inner City Blues/Forget It (per il mercato statunitense)
- 1970 - To Whom It May Concern/I Think of You (per il mercato statunitense)
- 1972 - Sugar Man/Inner City Blues (per il mercato italiano)
- 1972 - To Whom It May Concern/I Think Of You (per il mercato brasiliano)
- 1973 - Halfway Up The Stairs/It Started Out So Nice (per il mercato australiano)
- 1977 - Sugar Man/Inner City Blues (per il mercato australiano)
- 1978 - Climb Up on My Music/To Whom It May Concern (per il mercato australiano)
- 2002 - Sugar Man/Tom Cat (per il mercato australiano)
- 2010 - Inner City Blues/I'm Gonna Live Till I Die (per il mercato statunitense)

## Filmografia
- Searching for Sugar Man regia di Malik Bendjelloul (2012) - documentario